# Sankta Ragnhilds kyrka
Sankta Ragnhilds kyrka är en kyrkobyggnad i Södertälje i Strängnäs stift. Den är församlingskyrka i Södertälje församling.
Sankta Ragnhilds kyrka är belägen på Stortorget, och ramas in av Mälaregatan, Storgatan och Jovisgatan. Kyrkan är döpt efter drottningen Sankta Ragnhild, som senare skulle komma att bli stadens skyddshelgon.

## Kyrkobyggnaden
Efter många om- och tillbyggnader är Sankta Ragnhilds kyrka idag en stor, treskeppig byggnad med halvrund korabsid, västtorn och ett mångkantigt gravkor i söder. De äldsta partierna består av gråstensmurar som omfattar tornets nedre delar och långhusets två västligaste fack. Tidigast vid 1200-talets slut eller kanske under 1300-talet revs det smalare koret. Denna romanska kyrka förlängdes mot öster med två fack och fick en sakristia i norr, av vilken partier ingår i norra sidoskeppets nordmur. Båda dessa kyrkor täcktes av ett trätak. Först under 1400-talets senare del slogs de nuvarande kryssvalven i de fyra medeltida facken.
Under senmedeltiden byggdes med största sannolikhet ett vapenhus i sydväst. Vid arbeten under golvet i samband med restaureringen år 1960–1961 framkom att kyrkans båda sidoskepp och senaste förlängning mot öster härrör från perioden mellan år 1590 och 1615. I samband med detta revs huvudparten av den medeltida sakristian utom dess nordmur, som infogades i sidoskeppet. Den nya sakristian fick en originell placering: i hörnet mellan tornet och norra sidoskeppet. Vapenhuset revs till förmån för södra sidoskeppet. Av de valv, som då slogs, är endast två bevarade, de i norra sidoskeppets två västligaste fack.
Den stora stadsbranden som inträffade år 1650 medförde bland annat att man lät göra en ny valvslagning i koret och sakristian samt i sidoskeppen förutom i de ovannämnda två facken. De senaste tillbyggnaderna utfördes på 1670-talet och består av Cronberg-Hackerska gravkoret mitt på södra långmuren, sannolikt ritat av Erik Dahlbergh och numera använt som dopkapell, ett bisättningsrum i sydvästra hörnet mellan tornet och södra sidoskeppet samt två underjordiska gravvalv.
Då ryska trupper brände stora delar av staden i samband med den stora nordiska kriget var Sankta Ragnhilds kyrka en av få byggnader som förskonades.
En ny brand 1881 orsakade främst yttre skador varefter arkitekten Johan Fredrik Åbom fick i uppdrag att återställa kyrkan. Tornet nybyggdes upptill från vapenhusets valv, kyrkans västfasad fick en symmetrisk uppbyggnad och övriga fasader (förutom dopkapellets) dekorerades med profilerade lister och annan putsad ornamentik. Korfönstren fick nya glasmålningar.
En större restaurering under ledning av arkitekt Bengt Romare ägde rum åren 1960–1961. Ett par år efter denna fick två av fönstren invid dopkapellet nya glasmålningar, utförda av konstnären Folke Heybroek. Kyrkans exteriör reparerades 1986–1987 varvid fasaderna delvis fick sin nuvarande färgsättning.

## Interiörbilder

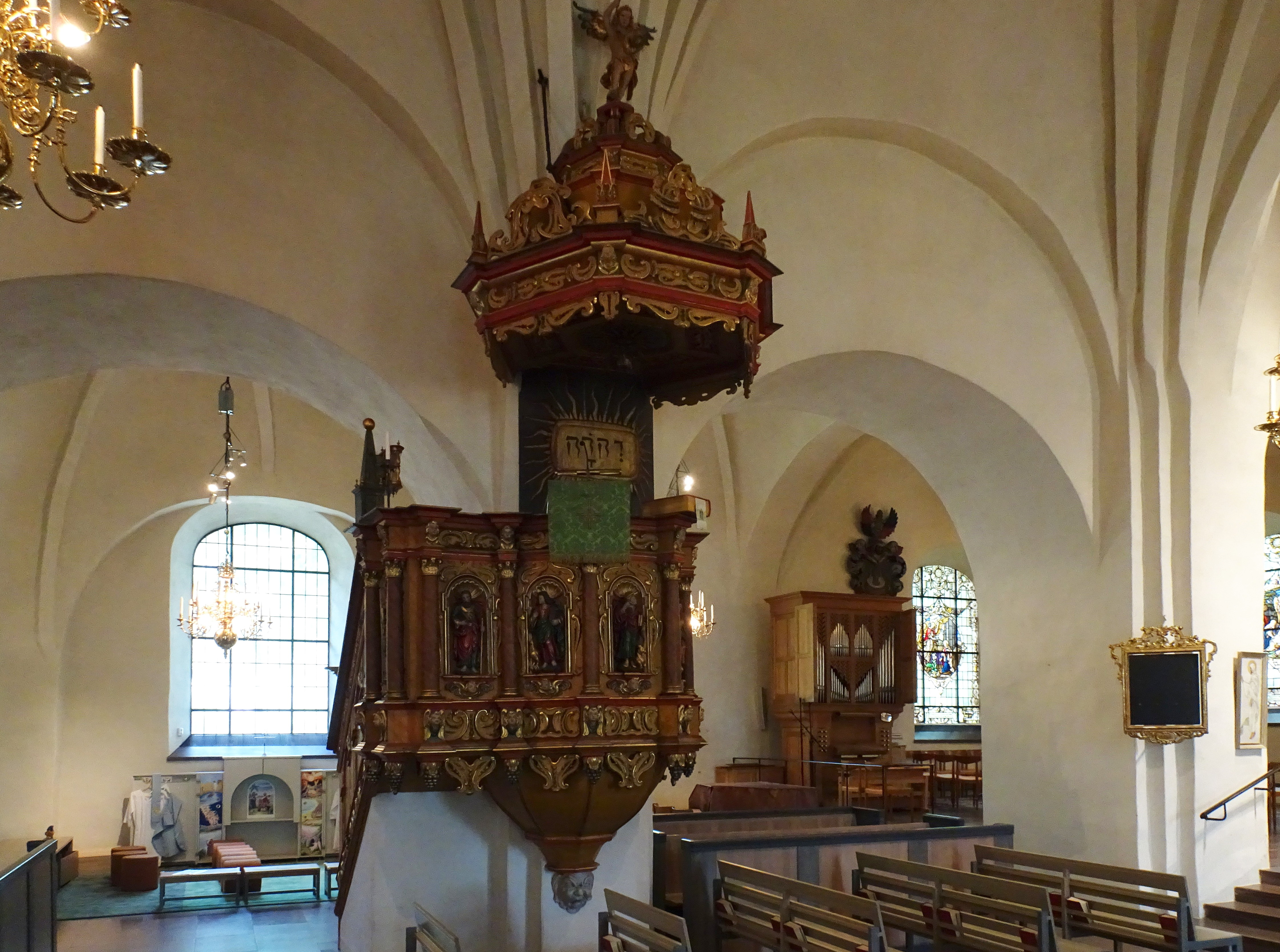
Predikstolen
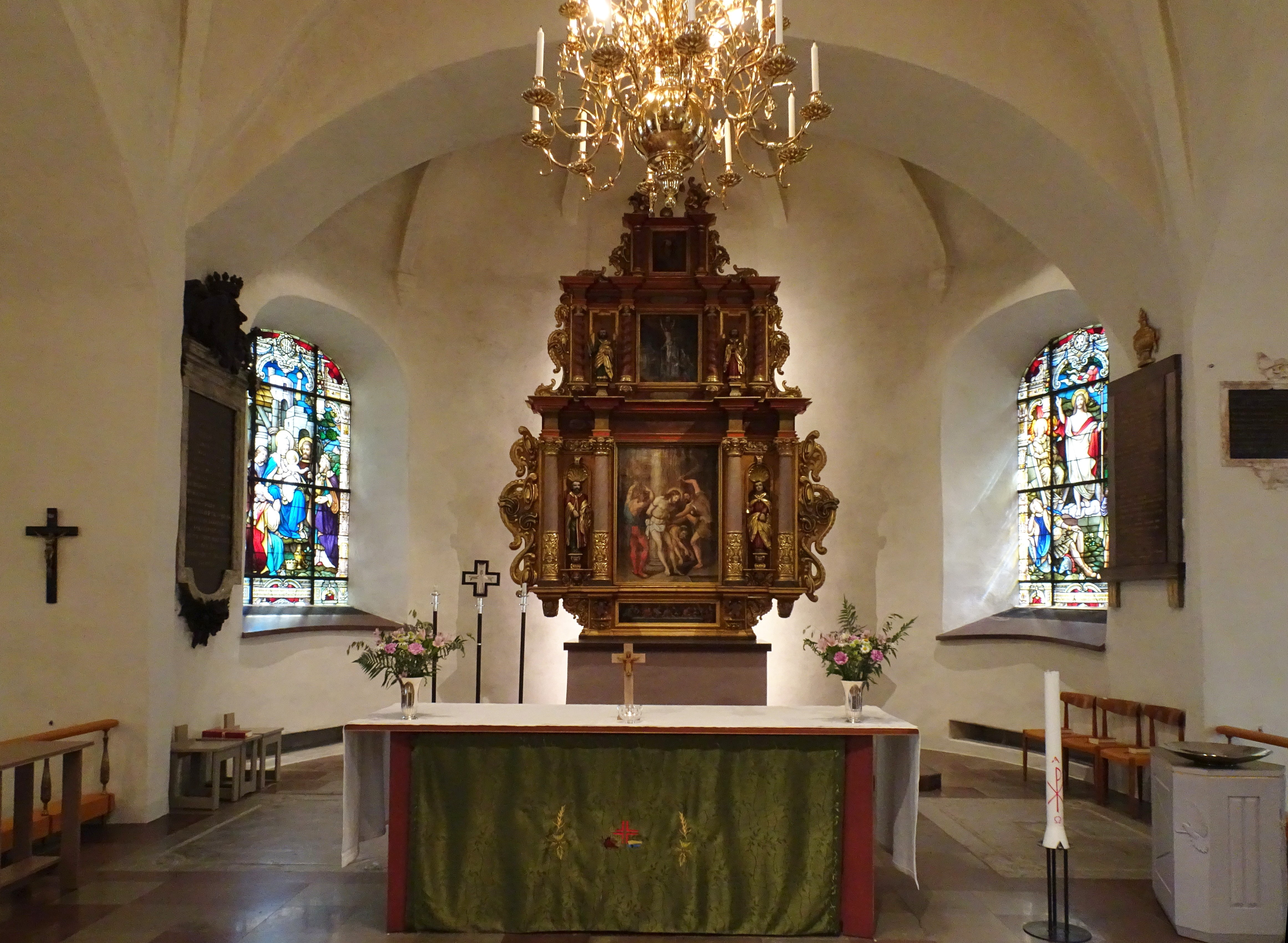
Altaret
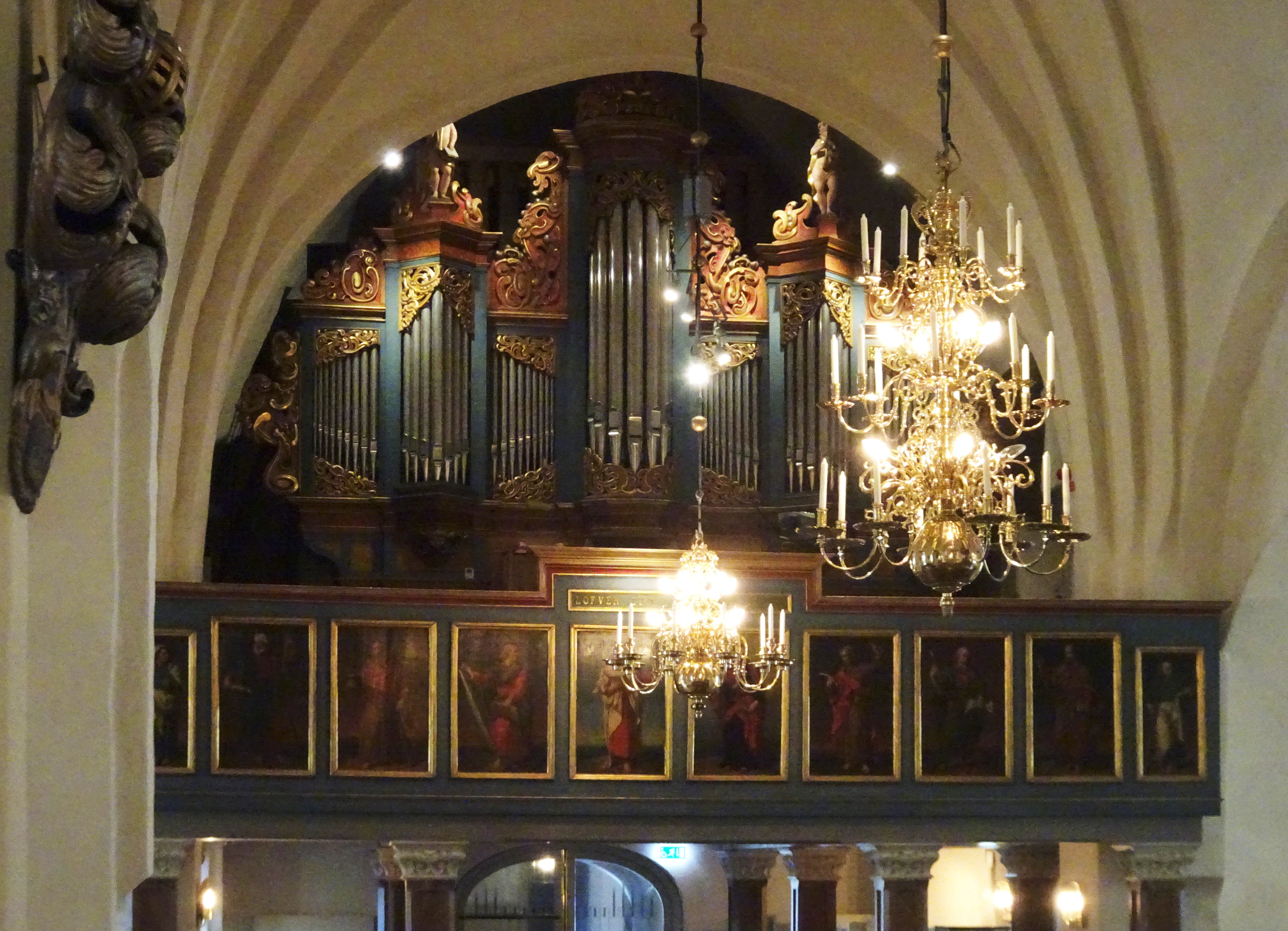
Orgeln
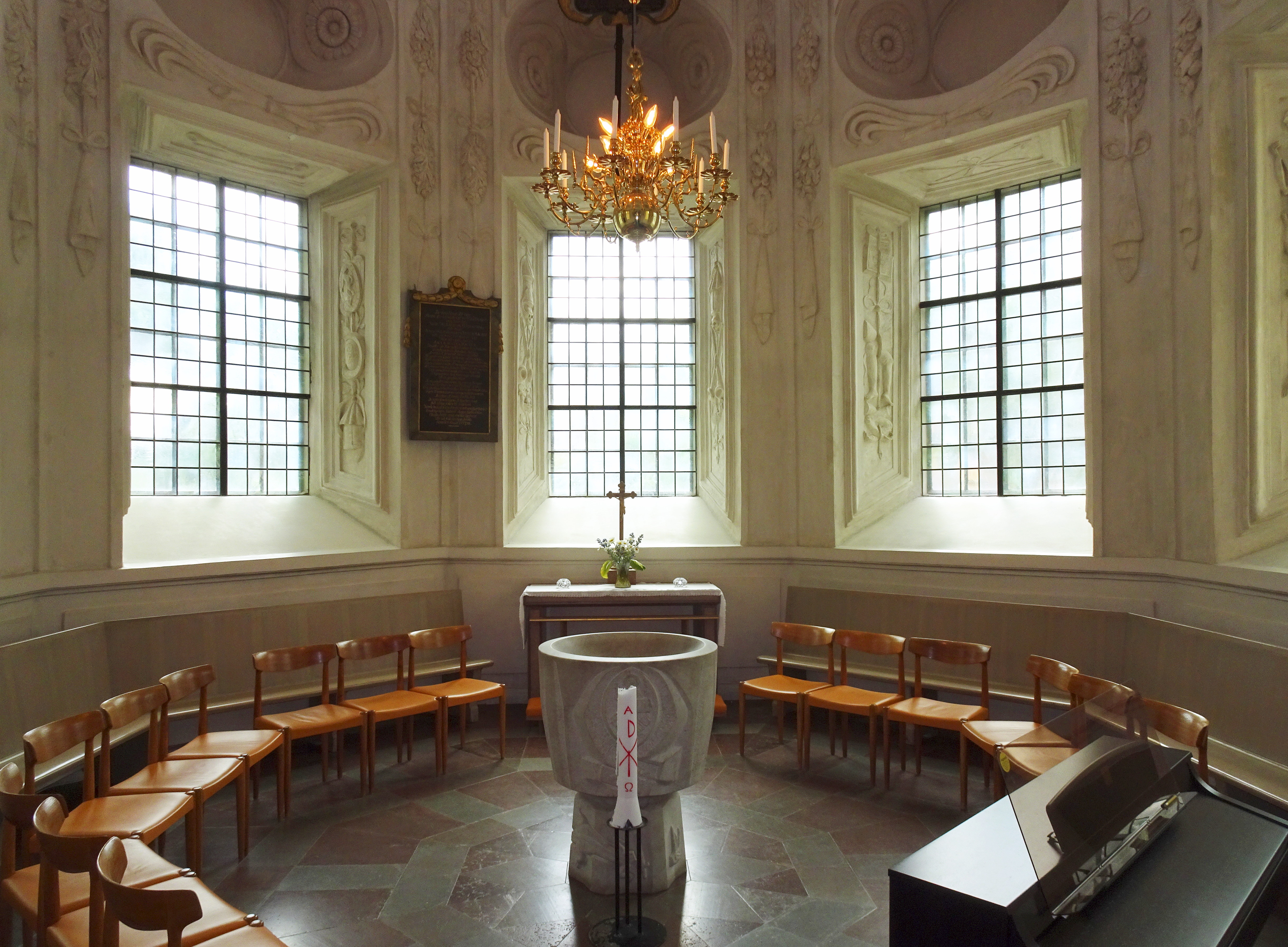
Cronberg-Hackerska gravkoret

## Inventarier
Altaruppsatsen och predikstolen hör till kyrkans äldre inventarier. De sattes upp 1656 respektive 1657. 

### Orgel
- 1667 byggdes en orgel med 26 stämmor. Orgeln skänktes av Erik Ersson Enebom, som var bokhållare till Karin Båt på Halls Sätesgård. Orgeln har under senare tid reparerats.[1]

| Ryggpositiv I  | Huvudverk II   | Pedal          | Övrigt      |
| Principal 8'   | Kvintadena 16' | Kvintadena 16' | Fyra bälgar |
| Kvintadena 8'  | Principal 8'   | Subbas 16'     |             |
| Flöjt 8'       | Gedackt 8'     | Gedack 8'      |             |
| Oktava 2'      | Oktava 4'      | Oktava 4'      |             |
| Rauschkvint 2' | Flöjt 4'       | Flöjt 4'       |             |
| Q Fl 1½        | Kvinta 3'      | Oktava 2'      |             |
| Scharf 3 chor  | Oktava 2'      | Basun 16'      |             |
| Dulcian 8'     | Mixtur 4 chor  | Cymbel 4 chor  |             |
|                | Trumpet 8'     | Trumpet 8'     |             |

- 1864 byggde Erik Adolf Setterquist, Örebro en orgel med 23 stämmor. Fasaden är i nybarock och ritad av  arkitekten Johan Erik Söderlund. Bildhuggerierna på fasaden härstammar delvis från kyrkans tidigare 1600-talsorgel. Orgeln invigdes söndagen 2 oktober 1864.[2]
- 1927 byggde E A Setterquist & Son, Örebro, en orgel med 30 stämmor, tre manualer och pedal.
- Den nuvarande orgeln är byggd 1974 av Bruno Christensen & Sønner Orgelbyggeri, Tinglev, Danmark och har mekanisk traktur och elektrisk registratur. Fasaden är från 1864 års orgel.

| Positiv I          | Huvudverk II      | Svällverk III           | Fjärrverk IV   | Pedal             | Koppel |
| Gedakt 8´          | Gedacktpommer 16´ | Borduna 16´             | Gamba 8'       | Principal 16'     | I/P    |
| Quintatön 8´       | Principal 8´      | Rörgedakt 8´            | Quintatön 8'   | Subbas 16'        | II/P   |
| Principal 4´       | Rörflöjte 8´      | Fugara 8´               | Fjernflöjte 8' | Quint 10 2/3'     | III/P  |
| Rörflöjte 4´       | Gamba 8'          | Vox Celeste 8´          | Spidsflöjte 4' | Oktav 8'          | I/II   |
| Spidsflöjte 2'     | Oktav 4'          | Oktav 4´                | Sivflöjte 2'   | Gedakt 8'         | III/II |
| Nasat 1 1/3'       | Traversflöjte 4'  | Gedaktflöjte 4'         | Tremulant      | Oktav 4'          |        |
| Sesquialtera 2 kor | Spidsquint 2 2/3' | Quint 2 2/3'            |                | Nathorn 2'        |        |
| Scharf 3 kor       | Oktava 2'         | Waldflöjte 2'           |                | Rauschquint 5 kor |        |
| Vox humana 8'      | Cornet 3 kor      | Ters 1 3/5'             |                | Basun 16'         |        |
| Tremulant          | Mixtur 4-6 kor    | Mixtur 4-5 kor          |                | Trompet 8'        |        |
|                    | Trompet 8'        | Fagot 16'               |                | Skalmeja 4'       |        |
|                    |                   | Trompette Harmonique 8' |                |                   |        |
|                    |                   | Obo 8'                  |                |                   |        |
|                    |                   | Tremulant               |                |                   |        |
|                    |                   | Crescendosvällare       |                |                   |        |

#### Kororgel
Kororgeln med 17 stämmor tillkom 1957 och är även den dansk. Den är byggd av Marcussen & Søn, Åbenrå, Danmark och är mekanisk.
| Huvudverk I   | Bröstverk II        | Pedal          | Koppel |
| Rörflöjt 8´   | Gedakt 8´           | Subbas 16´     | I/P    |
| Principal 4´  | Rörflöjt 4´         | Gedakt 8´      | II/P   |
| Waldflöjt 2´  | Principal 2´        | Koppelflöjt 4´ | II/I   |
| Mixtur 4 chor | Nasat 1 1/3'        | Quintadena 2´  |        |
| Dulcian 8'    | Sesquialtera 2 chor | Fagott 16'     |        |
|               | Cymbel 2 chor       | Vox humana 4'  |        |